# Tata Sumo Grande
Tata Sumo Grande este un SUV mediu produs de producătorul indian de automobile Tata Motors din 2008 până în 2016. În 2014, numele a fost schimbat în Tata Movus.

## Sumo Grande (2008-2010)
Sumo Grande (nume de proiect Phoenix) a fost un SUV mediu dezvoltat de Tata Motors pe platforma X2, partea din spate fiind parțial derivată din modelul anterior Sumo, lansat în 1994. Ca și modelul Xenon, Sumo Grande a fost proiectat de Concept Group International LTD din Marea Britanie. Mașina a fost inițial destinată să fie cea de-a doua generație de Sumo, plasându-se în gama Tata sub Safari, însă vechiul Sumo a rămas în producție, deoarece aceasta se bucura încă de un real succes de vânzări în India, în special datorită prețului de listă redus. În consecință, Sumo Grande a completat oferta din zona SUV-urilor medii fără a înlocui modelul anterior. Partea de dezvoltare a fost încredințată către IAV India Private Ltd.
Mașina avea o lungime de 4,421 metri, chiar sub modelul Sumo, și oferea configurații în șapte și opt locuri (mai târziu Tata a introdus o versiune cu 9 locuri). Șasiul X2 folosește aceeași suspensie dublu wisbone ca și Xenon, motorul de lansare fiind un diesel common rail de 2,2 litri Dicor VGT ce oferă 120 de cai putere, cu 20 de cai putere mai puțin decât modelul Opera cu acelasi motor. Mașina a fost vândută doar cu tracțiune spate fara sisteme de securitate (ABS, ESP sau airbagurile nu erau disponibile) pentru a se evita concurența internă cu Tata Safari. Din punct de vedere estetic, mașina are un este un SUV cu cinci uși, stilistic inspirat de precedentul model Sumo, dar mai modern. Interiorul, în schimb, este la fel ca cel din vechiul Sumo. Cel de-al treilea rând de scaune are bănci cu două sau trei locuri, în timp ce în vechiul Sumo scaunele erau rabatabile individual.

## Sumo Grande MK II (2010-2014)
Sumo Grande MKII este un facelift al versiunii anterioare, ce a modificat numeroase detalii, în special mecanice, prin modificarea suspensiei spate pentru a o face mai confortabilă. Direcția a fost regândită, pentru că în versiunea anterioară fusese criticată deoarece nu era suficient de precisă. O noua grilă față și noi semnalizatoare au fost integrate în exterior, în timp ce în interior au apărut panouri din lemn fals și materiale noi pentru panourile ușilor. Tot acum apare și versiunea cu 9 locuri, având două scaune rabatabile pe al treilea rând.
În 2011, Tata a renunțat la numele "Sumo" și modelul a fost numit simplu "Tata Grande".

## Tata Movus (2014-2016)
Odată cu faceliftul din 2014, numele Sumo Grande este abandonat în favoarea denumirii de Tata Movus pentru a evita confuzia cu prima generație de Tata Sumo ce era încă în producție, dar caracteristicile vehiculului rămân neschimbate. Modificările sunt limitate la finisajele din interior, gama de culori este limitată la alb și argintiu, în timp ce echipamentul a devenit mai sărac. Barele de protecție nu au mai fost vopsite, ceea ce a permis reducerea semnificativă a prețului de listă. Motorul rămâne același diesel Dicor de 2,2 litri și 120 de cai putere.
Cu toate acestea, vânzările au fost dezamăgitoare, așa încât în 2015 a fost anunțat sfârșitul producție în 2016. Nu a fost propus un succesor direct, însă prima generație de Sumo (lansată în 1994) a acaparat o parte din piața rămasă liberă.